# Powódź w Pakistanie (2009)
Powódź w Karaczi – powódź, która nawiedziła centrum finansowe Pakistanu, miasto Karaczi w lipcu 2009.
W jej wyniku śmierć poniosło co najmniej 26 osób, a ponad 150 zostało rannych. Przyczyną powodzi były największe od trzydziestu lat opady deszczu w regionie. W nocy 18 lipca 2009 większość miasta została pozbawiona energii elektrycznej.
Według Qamar-uz-Zaman, szefa służb metrologicznych, od wieczora 17 lipca do rana 19 lipca na region spadło 14,7 cm deszczu. Opady wystąpiły około 2 tygodni później niż zwykle, co pozwala szacować, że ich całkowita suma może być w tym roku o 30% niższa.